# Nottingham Challenger II 2006
Il Nottingham Challenger II 2006 è stato un torneo di tennis facente parte della categoria ATP Challenger Series nell'ambito dell'ATP Challenger Series 2006. Il torneo si è giocato a Nottingham in Gran Bretagna dal 24 al 30 luglio 2006 su campi in erba.

## Vincitori

### Singolare
Antony Dupuis ha battuto in finale  Iván Navarro con il punteggio di 6–4, 7–5

### Doppio
Martin Lee /  Jonathan Marray hanno battuto in finale  Josh Goodall /  Ross Hutchins con il punteggio di 3–6, 6–3, [10-3]